# 栗秋正寿
栗秋 正寿（くりあき まさとし、1972年8月15日 - ）は、日本の登山家。冬季アラスカ山脈登山の第一人者。冬季マッキンリー単独登頂（世界で4人目、史上最年少）、冬季フォレイカー単独登頂（世界初）、植村直己冒険賞受賞。「山の旅人」と自称。
雑誌『山と溪谷』2011年5月号のインタビューにて、「アラスカはいわば、登山技術以上にキャンピングスキルがものをいう世界」と述べている。

## 経歴
福岡市に生まれる。千葉県松戸市と大分県日田市で育ち、福岡県立修猷館高等学校に入学。15歳のとき、北アルプスを舞台にした映画「ラブストーリーを君に」（東映、1988年、主演：後藤久美子・仲村トオル）に感動し、修猷館高校山岳部に所属して山歩きを始める。九州工業大学に進学して山岳部に所属し、在学中の1995年7月、山岳部の仲間と、北米大陸最高峰のマッキンリー（6194メートル）に登頂。その後、中央アラスカ3大峰（マッキンリー、フォレイカー、ハンター）の冬季単独登頂を目標とし、1997年2〜3月、冬のマッキンリーに挑むが、5200メートル地点で断念。1997年3月、登山に専念するため九州工業大学大学院を中退。
1998年3月8日、植村直己が1984年2月に冬季単独登頂に成功するも帰還を果たせなかった、マッキンリーの冬季単独登頂および帰還に、日本人で初めて成功（冬季単独登頂は世界で4人目、史上最年少）。下山後、リヤカーを引いてアラスカ縦断1400キロメートルの旅を行っている。
1999年4月と2001年3月、フォレイカー（5304メートル）に単独登頂するが、冬季登頂の記録は逃している。その後、2002年1月〜3月、フォレイカーに、2003年2月〜4月、2004年2月〜3月、2005年2月〜4月、ハンター（4442メートル）に、2006年2月〜4月、マッキンリーに挑戦するが、いずれも悪天候のため断念。
2007年3月10日、通算4度目の挑戦で、フォレイカーの冬季単独登頂に世界で初めて成功。
2009年1月〜3月と2009年12月〜2010年3月、残るハンターに挑むも、悪天候のため断念。
2011年2月、第15回植村直己冒険賞（2010年）を受賞。
2016年4月、ハンター登頂に挑むが予定を10日過ぎた75日で断念。アラスカ州空軍ヘリに救助される。
2021年1月、Number誌のインタビューの中で、アラスカ登山からの引退を表明。2016年(43歳)に救助をされて以来、精神的に立ち直れず、また自身の体力の衰えも感じたという。星野道夫・長谷川恒男・谷口けい・河野兵市は43歳で遭難死していること、また妻が大学教員をしている家庭では栗秋の存在が子どもたちには大きかったこともあり、2019年コロナウイルス感染症の流行がダメ押しになったという。

## 著書
- 『アラスカ垂直と水平の旅』 山と溪谷社、2000年、ISBN 4-635-28048-9、ISBN 978-4-635-28048-8。
- 『山の旅人 冬季アラスカ単独行』 閑人堂、2020年、ISBN 978-4-910149-01-1。